# Raphaël Lavoie
Raphaël Lavoie, född 25 september 2000, är en kanadensisk professionell ishockeyforward som är kontrakterad till Edmonton Oilers i National Hockey League (NHL) och spelar för Bakersfield Condors i American Hockey League (AHL).
Han har tidigare spelat för Väsby IK i Hockeyallsvenskan och Halifax Mooseheads och Saguenéens de Chicoutimi i Ligue de hockey junior majeur du Québec (LHJMQ).
Lavoie draftades av Edmonton Oilers i andra rundan i 2019 års draft som 38:e spelare totalt.

## Statistik
| 2013–2014    | Gaulois du Collège Antoine-Girouard Bantam |              | 27  | 8  | 8   | 16  | 6   | 3  | 0  | 1  | 1  | 0  |
| 2014–2015    | Gaulois du Collège Antoine-Girouard Bantam |              | 33  | 8  | 14  | 22  | 18  | —  | —  | —  | —  | —  |
|              | Gaulois du Collège Antoine-Girouard espoir |              | 2   | 0  | 0   | 0   | 0   | —  | —  | —  | —  | —  |
| 2015–2016    | Gaulois du Collège Antoine-Girouard        | LHMAAAQ      | 42  | 12 | 14  | 26  | 16  | 8  | 2  | 3  | 5  | 19 |
| 2016–2017    | Gaulois du Collège Antoine-Girouard        | LHMAAAQ      | 15  | 7  | 11  | 18  | 28  | —  | —  | —  | —  | —  |
|              | Halifax Mooseheads                         | LHJMQ        | 32  | 6  | 3   | 9   | 26  | 6  | 1  | 1  | 2  | 6  |
| 2017–2018    | Halifax Mooseheads                         | LHJMQ        | 68  | 30 | 33  | 63  | 43  | 9  | 3  | 2  | 5  | 5  |
| 2018–2019    | Halifax Mooseheads                         | LHJMQ        | 62  | 32 | 41  | 73  | 31  | 23 | 20 | 12 | 32 | 22 |
| 2019–2020    | Halifax Mooseheads                         | LHJMQ        | 30  | 18 | 26  | 44  | 36  | —  | —  | —  | —  | —  |
|              | Saguenéens de Chicoutimi                   | LHJMQ        | 25  | 20 | 18  | 38  | 12  | —  | —  | —  | —  | —  |
| 2020–2021    | Väsby IK                                   | HA           | 51  | 23 | 22  | 45  | 80  | 3  | 0  | 1  | 1  | 22 |
|              | Bakersfield Condors                        | AHL          | 19  | 5  | 5   | 10  | 16  | 6  | 1  | 3  | 4  | 2  |
| 2021–2022    | Bakersfield Condors                        | AHL          | 56  | 13 | 13  | 26  | 14  | —  | —  | —  | —  | —  |
| 2022–2023    | Bakersfield Condors                        | AHL          | 61  | 25 | 20  | 45  | 47  | 2  | 1  | 0  | 1  | 0  |
| 2023–2024    | Edmonton Oilers                            | NHL          | 1   | 0  | 0   | 0   | 0   | —  | —  | —  | —  | —  |
|              | Bakersfield Condors                        | AHL          | 5   | 4  | 3   | 7   | 17  | —  | —  | —  | —  | —  |
| NHL totalt   | NHL totalt                                 | NHL totalt   | 1   | 0  | 0   | 0   | 0   | —  | —  | —  | —  | —  |
| AHL          | AHL                                        | AHL          | 141 | 47 | 41  | 88  | 94  | 8  | 2  | 3  | 5  | 2  |
| LHJMQ totalt | LHJMQ totalt                               | LHJMQ totalt | 261 | 61 | 133 | 194 | 111 | 50 | 12 | 27 | 39 | 14 |

### Internationellt
| Källa: Uppdaterad: 2023-11-05 | Källa: Uppdaterad: 2023-11-05 | Källa: Uppdaterad: 2023-11-05 |         | Utv = Utvisningsminuter | Utv = Utvisningsminuter | Utv = Utvisningsminuter | Utv = Utvisningsminuter | Utv = Utvisningsminuter |
| År                            | Lag                           | Mästerskap                    | Matcher | Mål                     | Assists                 | Poäng                   | Utv                     |                         |
| ----------------------------- | ----------------------------- | ----------------------------- | ------- | ----------------------- | ----------------------- | ----------------------- | ----------------------- | ----------------------- |
| 2018                          | Kanada                        | U18-VM                        | 5       | 5                       | 0                       | 2                       |                         |                         |
| 2020                          | Kanada                        | JVM                           | 7       | 0                       | 2                       | 2                       | 0                       |                         |
| Junior totalt                 | Junior totalt                 | Junior totalt                 | 12      | 5                       | 2                       | 7                       | 2                       |                         |